# زبان‌های لندا
لنهدی یا پنجابی غربی نام دسته‌ای از زبان‌های هندوآریایی است که در پنجاب پاکستان گویشورانی دارد. این زبان‌ها از دید زبانی حد فاصل دو زبان  سندی و پنجابی می‌باشند. زبان نوشتاری لندازبانان، پنجابی است. زبان‌های سرائیکی، هندکو و به‌احتمال پنجابی میرپوری زیرشاخه‌ای از این گروه زبانی‌اند.